# برایان کالن
برایان کالن (به انگلیسی: Bryan Callen)(زاده ۲۶ ژانویه ۱۹۷۶) بازیگر آمریکایی است. از کارهای معروف او می‌توان به بازی در فیلم مرد من بازنده است، گروه رفقا و اجناس اشاره کرد.